# Louis August Ferdinand Kördel
Louis August Ferdinand Kördel, född 24 november 1815 i Tyskland, död 8 mars 1861 i Skövde stadsförsamling, Skaraborgs län, var en svensk violast och basunist vid Kungliga hovkapellet.

## Biografi
Louis August Ferdinand Kördel föddes 24 november 1815 i Tyskland. Han arbetade som musikdirektör vid Skaraborgs regemente och från 1842 till 1843 vid Mindre teaterns orkester. Från den 1 september 1844 var han anställd som violast vid Kungliga hovkapellet och slutade 1 juli 1849. Kördel var från den 1 juli 1849 var han anställd som basunist vid Kungliga hovkapellet och slutade 1 juli 1859. Kördel avled 8 mars 1861.